# Trinity College (Connecticut)
Das Trinity College in Hartford, Connecticut, ist ein privates College mit etwa 2250 Studierenden; es gehört zu den ältesten Colleges in den Vereinigten Staaten.

## Geschichte

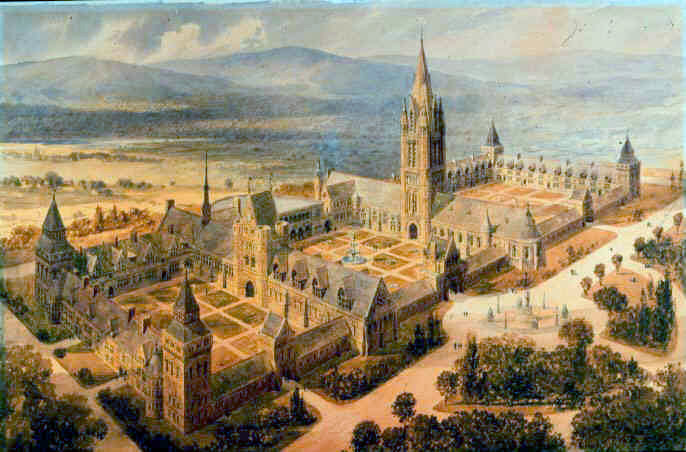
Planung des Campus von William Burges aus dem Jahr 1873

Das Trinity College wurde 1823 unter dem Namen Washington College als zweite Einrichtung in Connecticut mit einer episkopalen Ausrichtung gegründet; 1845 erhielt es seinen heutigen Namen. 1872 wurde der Campus beim Connecticut State Capitol erworben und 1878 bezogen. Anfang des 20. Jahrhunderts erweiterte das College sein Studienangebot auf naturwissenschaftliche Fächer. 1968 beschloss der Verwaltungsrat, Studierende mit afroamerikanischem Hintergrund aufzunehmen, ein Jahr später wurde auch Frauen das Studium erlaubt. Seit 1995 wurde der Campus erweitert, in erster Linie mit einer Schule, einer Highschool und Beratungseinrichtungen für Anwohner.

## Organisation
Das College wird von einem Präsidenten geleitet, er wird unterstützt von fünf Dekanen und zwei Vizepräsidenten. Die Leitung wird von einem Board of Fellows beraten und ist den Trustees verantwortlich. Das College besteht aus einer Fakultät, die in acht Zentren und zwei Zentraleinrichtungen unterteilt ist.

### Campus

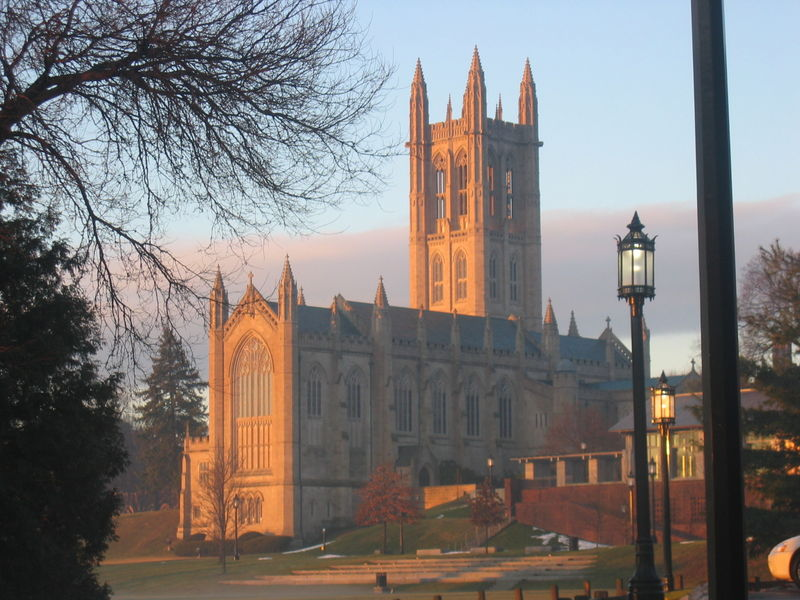
Trinity College Chapel

Der Campus hat eine Größe von ca. 400 Hektar in der Innenstadt von Hartford. Auf ihm befinden sich alle Einrichtungen der Fakultät, die Wohnheime, die Verwaltung, die Universitätsbibliothek sowie Sportplätze und ein Hotel für Gäste. Über den Campus werden werktäglich Führungen angeboten.

### Studienangebot
Am College können klassische Studiengänge wie Amerikanistik, Französisch, Physik oder Psychologie und interdisziplinäre Fächer wie afroamerikanische Studien, Mythologie oder Urbanistik studiert werden. Insgesamt gibt es 38 verschiedene Fächer. Als Abschlüsse können Bachelor of Arts und Bachelor of Science sowie Master of Arts gemacht werden.

### Studiengebühren
Pro Semester muss eine Grundgebühr von 21.875 US-Dollar entrichtet werden, hinzu kommen weitere Gebühren, zum Beispiel für ein Zimmer im Wohnheim und die Mahlzeiten; insgesamt kostet das Studium pro Jahr etwa 58.000 US-Dollar. Für Studierende gibt es verschiedene Unterstützungsmöglichkeiten zur Finanzierung des Studiums, die sowohl vom College selbst angeboten werden als auch aus Landes- und Bundesmitteln kommen. Etwa 41 Prozent aller Studierenden erhalten Unterstützung.

## Bekannte Alumni
- Edward Albee
- Richard Barthelmess
- Robert Duncan
- Stephen Gyllenhaal
- Dean Hamer
- Isaac Toucey